# Crownsville
Crownsville ist ein Census-designated place in Anne Arundel County, Maryland, Vereinigte Staaten und liegt ca. 35 Kilometer nordöstlich von Washington, D.C. sowie ca. 30 km südlich von Baltimore. Nach der Volkszählung von 2020 leben in dem Ort 1.924 Einwohner.
Eine Anekdote zu Crownsville besagt, dass dieser Ort vom Drehbuchautor Jeff Arch als ursprünglicher Schauplatz für den Film Schlaflos in Seattle ausgewählt worden war, deren Hauptakteurin bei einer Zeitung im nahen Baltimore arbeitet. Durch die befürchtete schlechte Vermarktbarkeit des Ortsnamens wurde ihm jedoch letztlich das titelgebende Seattle vorgezogen.

## Verkehr
Crownsville wird durch den Interstate 97 an das nationale Autobahnnetz angeschlossen. Der nächstgelegene Flughafen ist Lee Airport.